# Bandeira do Missouri

Bandeira do Missouri.

A bandeira do Missouri foi desenhada e costurada em Jackson, por Marie Elizabeth Watkins Oliver (1885-1959), a esposa do senador do estado R.B. Oliver. Seu desenho foi adotado em 1913 e permanece intacto até os dias de hoje.
A bandeira consiste em três faixas horizontais: uma vermelha, outra branca e logo após uma azul. Elas representam valor, pureza, vigilância e justiça. As cores também refletem a posição histórica do estado como parte do território francês da Louisiana. No centro da listra branca está o Selo do Missouri, envolvido por uma faixa azul contendo 24 estrelas, simbolizando a admissão de Missouri como o 24º estado dos Estados Unidos da América.